# Ceylonthelphusa sanguinea
Ceylonthelphusa sanguinea là một loài giáp xác trong họ Parathelphusidae.